# Júlio de Castilho
Júlio de Castilho (Lissabon, 30 april 1840 - aldaar, 8 februari 1919) was een Portugees auteur, journalist en politicus. Hij staat bekend als een grote naam binnen de olisipografie, de studie naar de geschiedenis en cultuur van de Portugese hoofdstad Lissabon.
Hij is de zoon van schrijver António Feliciano de Castilho.

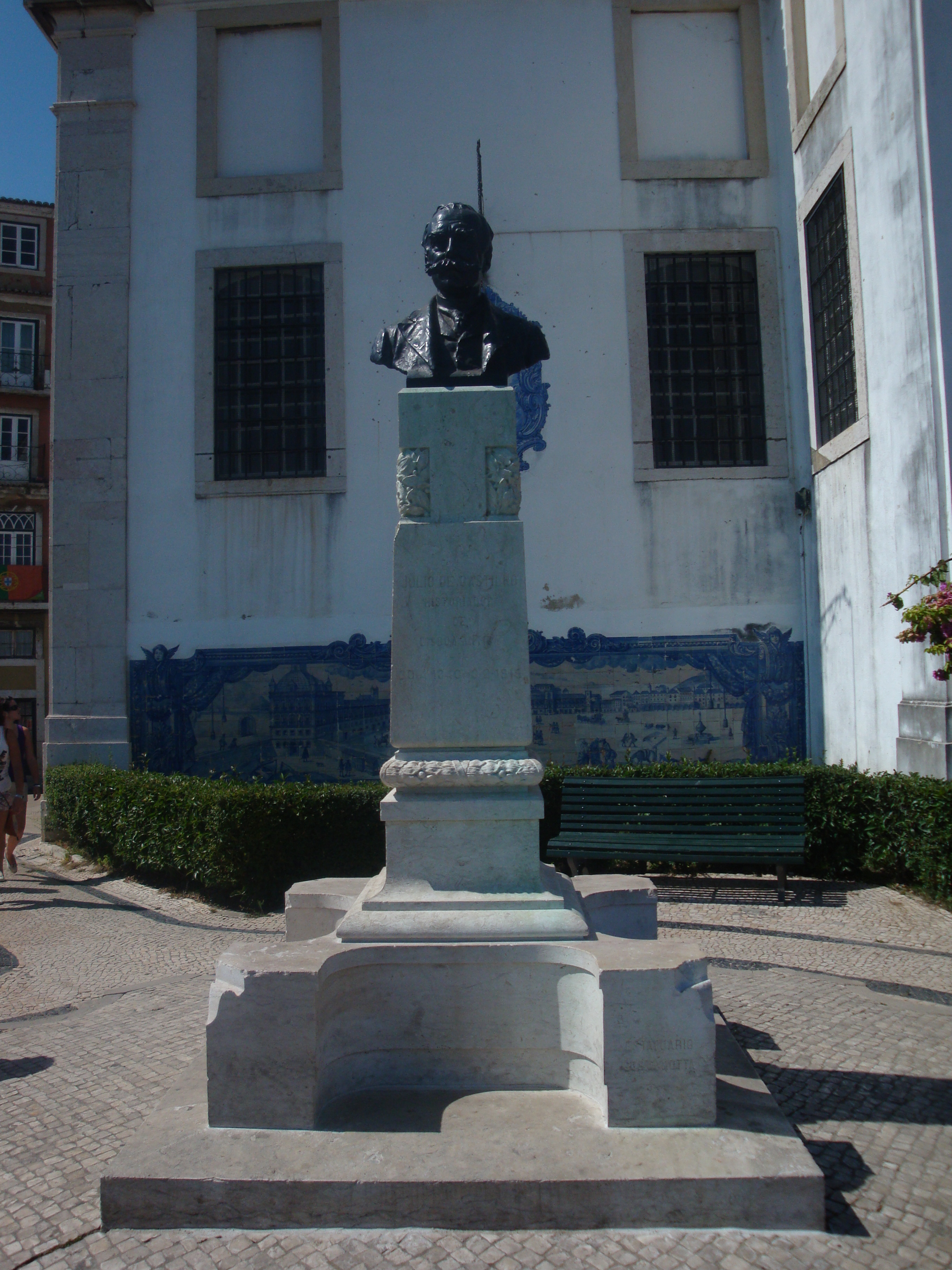
Borstbeeld van Júlio de Castilho in Lissabon.

- Gemeinsame Normdatei: 116472413
- International Standard Name Identifier: 0000 0000 8078 0334
- Library of Congress Control Number: n84202791
- Nationale Bibliotheek van Tsjechië: jn20000601151
- Nationale Bibliotheek van Polen: a0000002032768
- Nederlandse Thesaurus van Auteursnamen: 06988420X
- Système universitaire de documentation: 079109535
- Virtual International Authority File: 88681810
- WorldCat: E39PBJfmmtybJmQRth4C9PW7HC